# Abamia
Abamia es una parroquia del concejo de Cangas de Onís en Asturias. Se cree que en la pedanía fue enterrado Don Pelayo, en una zona dolménica.

## Localidades
La parroquia cuenta con las siguientes entidades de población (entre paréntesis la toponimia asturiana oficial en asturiano según el Instituto Nacional de Estadística):
- Celorio, aldea (Celoriu)
- Coraín, aldea
- Corao, lugar
- Corao-Castillo, lugar (Corao Castiellu)
- Cueto-Aleos, aldea (El Cuetu Aleos)
- La Estrada, aldea
- Intriago, lugar
- Isongo, lugar (Isongu)
- Paroro, aldea (Paroru)
- Perlleces, lugar
- Sobrecueva, casería
- Soto de Cangas, lugar (Sotu Cangues)
- Teleña, lugar